# Rockstar San Diego
Rockstar San Diego (do 2002 roku jako Angel Studios) – amerykańskie studio produkujące gry komputerowe, założone w 1984 roku. W listopadzie 2002 roku firma dołączyła do Rockstar Games pod nazwą Rockstar San Diego. Studio wydało m.in. komputerową grę wyścigową Midtown Madness oraz gry z serii Midnight Club.

## Gry wydane przez Angel Studios
| Gra                                              | Rok wydania | Platforma                     |
| ------------------------------------------------ | ----------- | ----------------------------- |
| Major League Baseball Featuring Ken Griffey, Jr. | 1998        | Nintendo 64                   |
| Virtual Jungle Cruise - DisneyQuest              | 1998        | Automat do gry                |
| Resident Evil 2                                  | 1999        | Nintendo 64                   |
| Ken Griffey, Jr.'s Slugfest                      | 1999        | Nintendo 64, Game Boy Color   |
| Midtown Madness                                  | 1999        | Microsoft Windows             |
| Savage Quest                                     | 1999        | Automat do gry                |
| Pirates - GameWorks                              | 1999        | Automat do gry                |
| Midtown Madness 2                                | 2000        | Microsoft Windows             |
| Midnight Club: Street Racing                     | 2000        | PlayStation 2                 |
| Smuggler's Run                                   | 2000        | PlayStation 2                 |
| Smuggler's Run 2: Hostile Territory              | 2001        | PlayStation 2                 |
| Test Drive Wide Open                             | 2001        | PlayStation 2, Xbox           |
| TransWorld Surf                                  | 2001        | Xbox, PlayStation 2, GameCube |
| Smuggler's Run: Warzones                         | 2002        | GameCube                      |
| SpyHunter 2                                      | 2003        | Xbox, PlayStation 2           |

## Gry wydane przez Rockstar San Diego
| Gra                                   | Rok wydania | Platforma |
| ------------------------------------- | ----------- | --- |
| Midnight Club II                      | 2003        | PlayStation 2, Xbox, Microsoft Windows                                                                                  |
| Red Dead Revolver                     | 2004        | PlayStation 2, Xbox |
| Midnight Club 3: DUB Edition          | 2005        | PlayStation 2, PlayStation Portable, Xbox (z Rockstar Leeds)                                                            |
| Midnight Club 3: DUB Edition Remix    | 2006        | PlayStation 2, Xbox |
| Rockstar Games Presents Table Tennis  | 2006        | Xbox 360, Wii |
| Midnight Club: Los Angeles            | 2008        | PlayStation 3, Xbox 360                                                                                                 |
| Midnight Club: L.A. Remix             | 2008        | PlayStation Portable (z Rockstar London)                                                                                |
| Midnight Club: L.A. Complete Edition  | 2009        | PlayStation 3, Xbox 360                                                                                                 |
| Red Dead Redemption                   | 2010        | PlayStation 3, Xbox 360 (z Rockstar North)                                                                              |
| Red Dead Redemption: Undead Nightmare | 2010        | PlayStation 3, Xbox 360 (z Rockstar North)                                                                              |
| L.A. Noire                            | 2011        | PlayStation 3, Xbox 360 (z Rockstar North i Team Bondi)                                                                 |
| Max Payne 3                           | 2012        | PlayStation 3, Xbox 360, Microsoft Windows (z innymi studiami Rockstar Games)                                           |
| Grand Theft Auto V                    | 2013        | PlayStation 3, PlayStation 4, Xbox 360, Xbox One, Microsoft Windows (z Rockstar North i innymi studiami Rockstar Games) |